# Coal Supermercati
COAL, acronimo di CO (commissionaria) AL (alimentaristi) è una società cooperativa attiva nella grande distribuzione organizzata (catena di supermercati) del Centro Italia fin dagli anni 60. La sua sede centrale è a Camerano (Ancona) ed è presente nelle Marche, Abruzzo, Umbria, Lazio, Molise, Romagna e San Marino con oltre 300 punti vendita. Dopo essere stata storicamente legata a CRAI e poi per un breve periodo a Interdis (gruppo VéGé), dal 2007 al 2022 ha fatto parte di Sigma, per poi tornare in VéGé.

## Storia
La Commissionaria Alimentaristi Coal, società cooperativa a responsabilità limitata, nasce nel 1961 con lo scopo di assumere l'incarico dai soci per l’acquisto di tutte le merci che formano oggetto del commercio stesso dei soci. L'atto costitutivo viene redatto e approvato il 7 giugno 1961 e l'attività ha inizio in un deposito di 120 metri quadri di via Fossombrone ad Ancona, ma l’anno successivo, con il progressivo aumento dei soci, si trasferisce in un edificio di 450 m2. Nel 1971 il deposito si trasferisce in Via delle Palombare ad Ancona. Nel 1972 la Coal assorbe il centro Italmec delle Marche che contava 38 punti vendita associati e registra così un incremento deciso di soci.

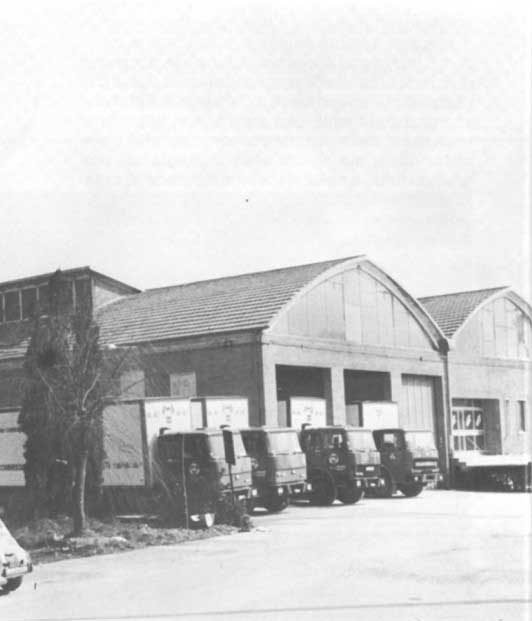
Magazzino di Camerano (AN), 1975

Nel 1975 è l'anno dell'ingresso di Coal in Confcooperative, ma anche l’anno in cui la Cooperativa marchigiana definisce i suoi rapporti con la Centrale Acquisti Nazionale CRAI (Commissioni riunite alimentaristi italiani), la sede e i magazzini si spostano a Camerano (AN). Arrivano poi le acquisizioni di alcuni centri distributivi locali (Despar e A&O). Negli anni novanta si intensifica la collaborazione con la centrale CRAI sia sul fronte commerciale sia a livello di marketing.
Nel 2002, dopo 27 anni di attività, si conclude il sodalizio con CRAI e nasce una nuova partnership con Interdis, che riporta nella Marche il marchio Sidis, mentre il marchio del discount Europa Europa (insegna del mondo CRAI) viene sostituita dal marchio Sosty. Nel 2007 avviene il passaggio alla centrale Sigma, una scelta che comporta il ritorno dell'insegna COAL su tutti i punti vendita e la nascita del prodotto a marchio COAL. Riguardo al mondo del Discount, conclusa l’esperienza Sosty, Coal stringe un'alleanza con il marchio Dico, che nel tempo si trasformerà nell'insegna TuoDi. Nel 2016 ha luogo il passaggio al marchio D’Italy, per poi chiudere nel 2020 l’esperienza con il canale discount.
Raniera Sopranzetti, socio COAL, è stata la prima presidente donna di Sigma, dal 2015 al 2016.
Con Sigma e SISA dà vita, nel 2017, alla centrale d'acquisto D.IT (Distribuzione Italiana).
Nel 2019 all'insegna Coal si affianca una nuova insegna e format di punto vendita, L’Economy, marchio che poco dopo sarà modificato in Eccomi.
Nel 2022 chiude i rapporti con Sigma ed esce da D.IT per entrare in Vègè.

## Centri distributivi
I centri distributivi principali di Coal si trovano nelle Marche e in Abruzzo: 

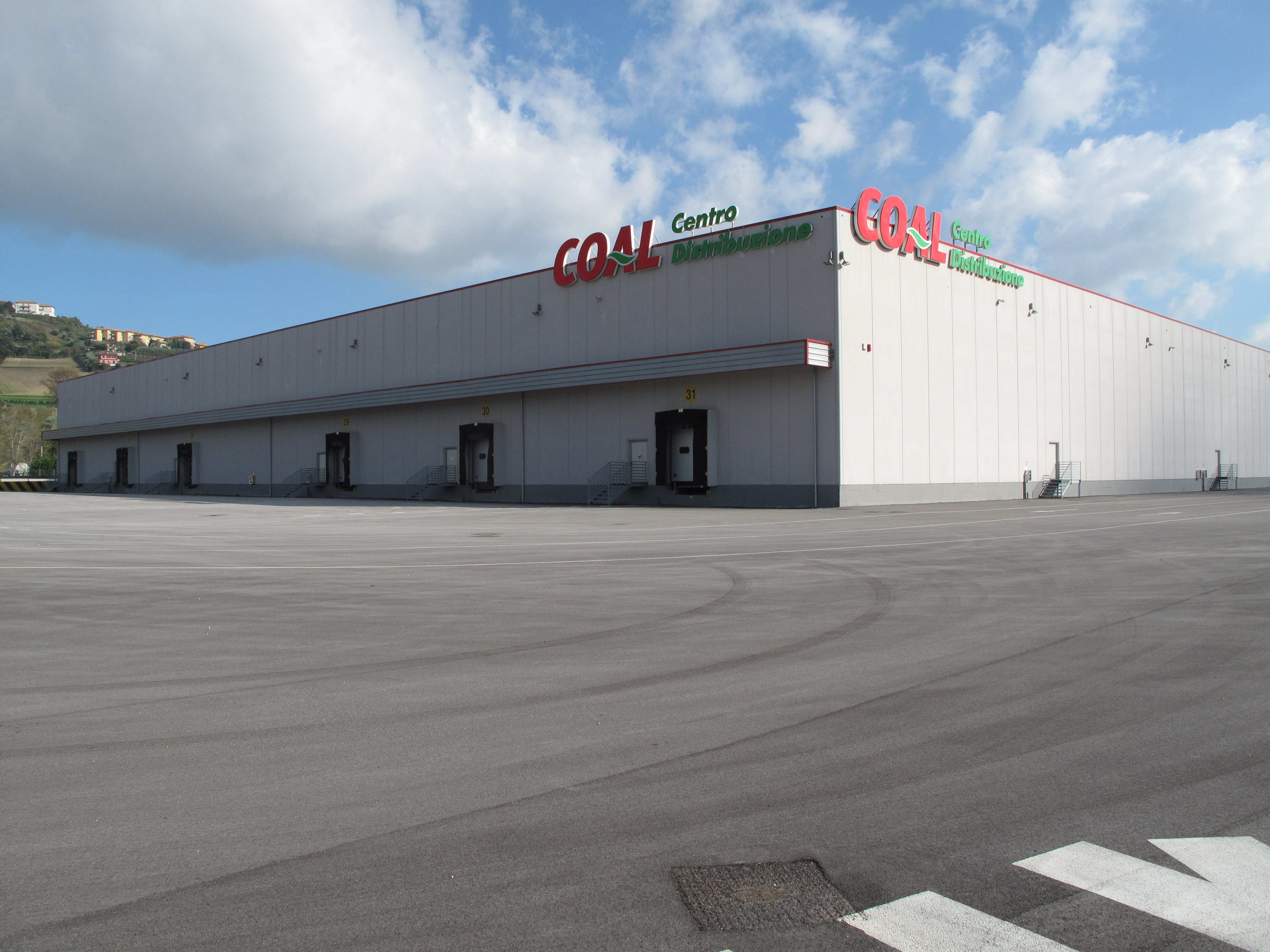
Centro distributivo di Camerano

1. Polo logistico di Camerano (AN) con 26.000 mq dedicati ai prodotti del grocery alimentare e il non food e ulteriori 6.000 mq dedicati al mondo dei deperibili ovvero salumi e latticini.
2. Polo logistico di Mosciano Sant'Angelo (TE) con oltre 12.000 mq dedicati ai settori ortofrutta, carni e surgelati.

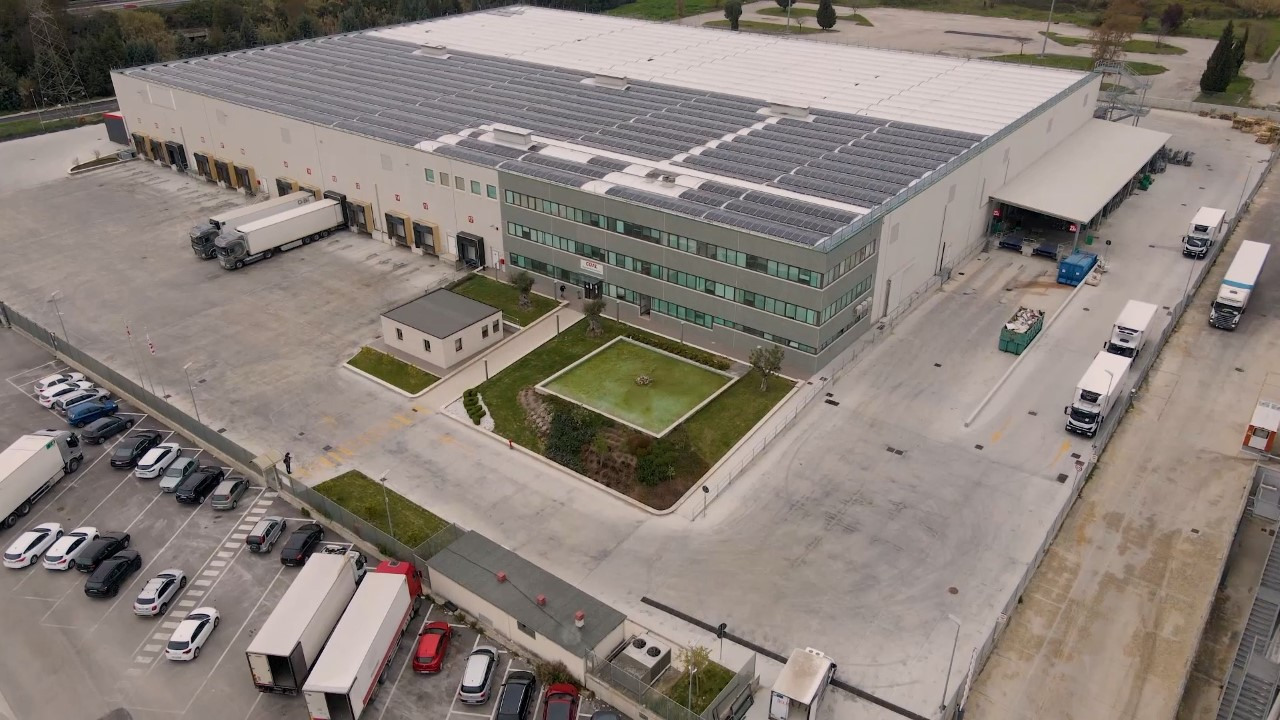
Centro Distributivo Mosciano Sant’Angelo (TE)

## Presenza sul territorio

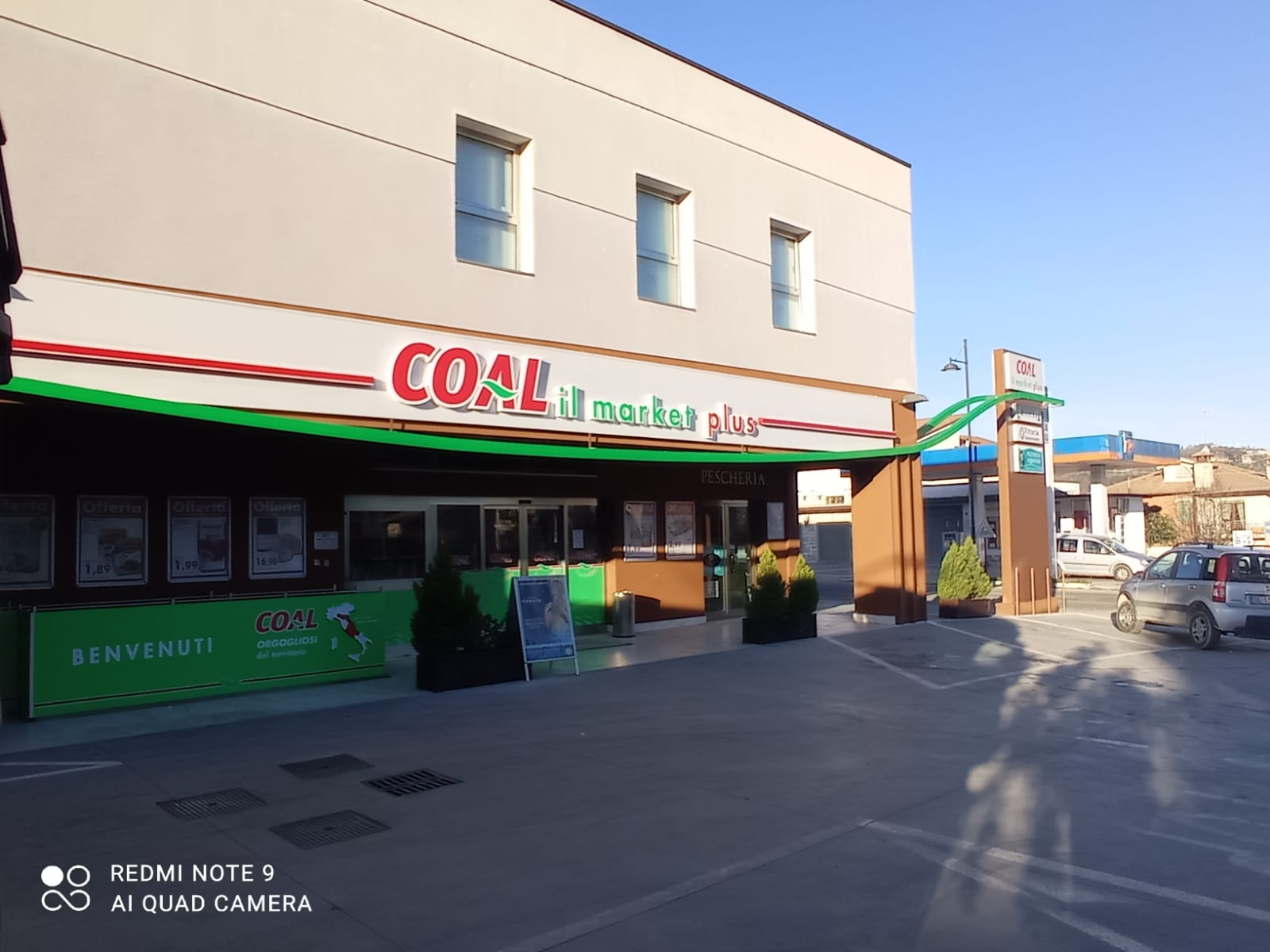
Il punto vendita di Servigliano

L'azienda opera principalmente nel territorio del centro Italia, con punti vendita presenti in Marche, Abruzzo, Umbria, Lazio, Molise, Romagna e San Marino.
| Regione                  | Punti Vendita |
| ------------------------ | ------------- |
| Abruzzo                  | 82            |
| Emilia - Romagna         | 8             |
| Lazio                    | 4             |
| Marche                   | 202           |
| Molise                   | 3             |
| Umbria                   | 11            |
| Repubblica di San Marino | 4             |

## Loghi

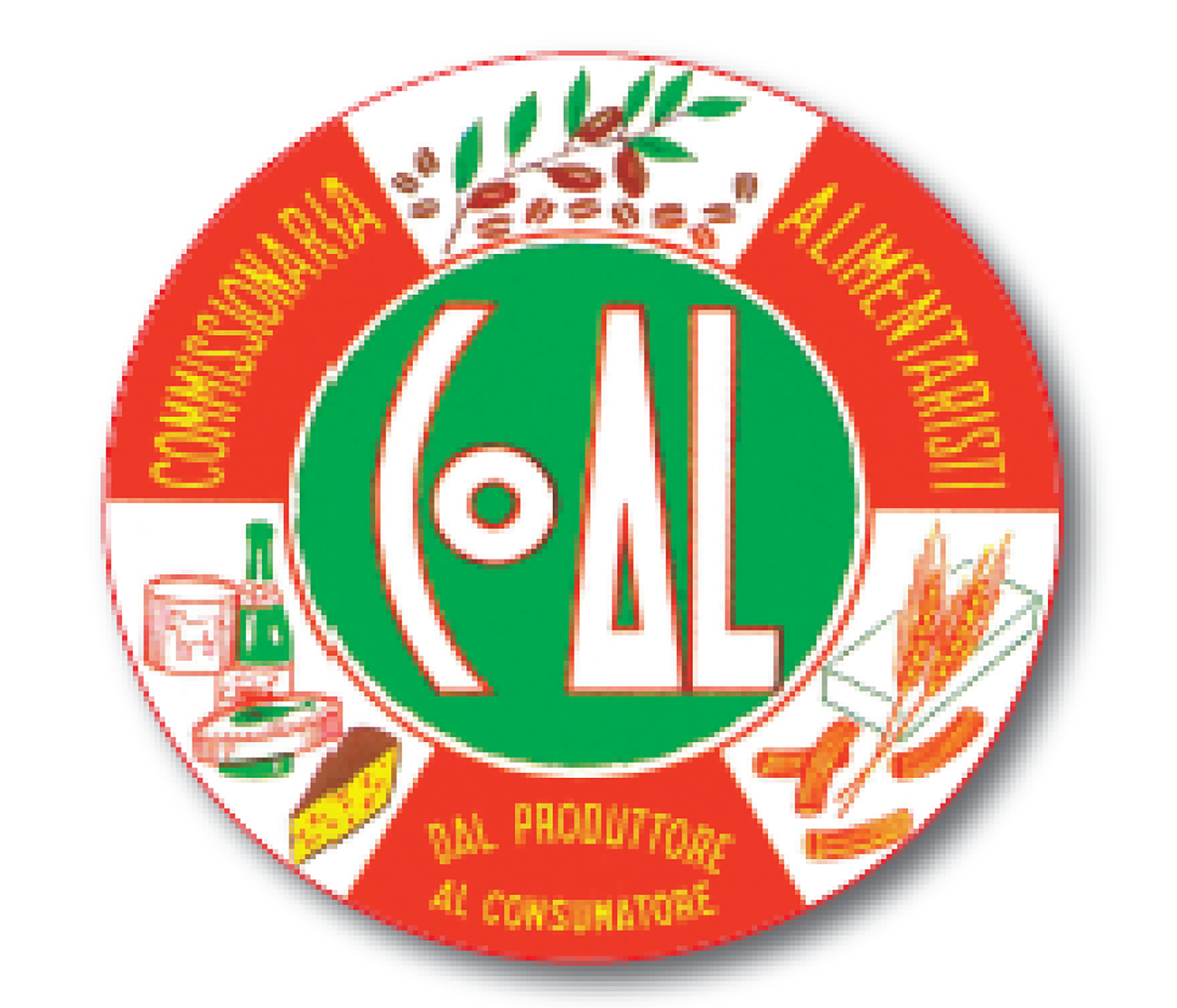
1961
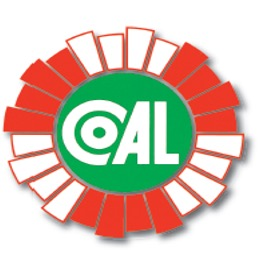
1981
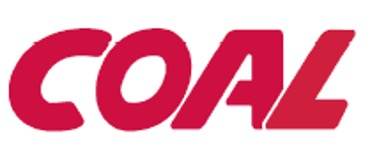
1990
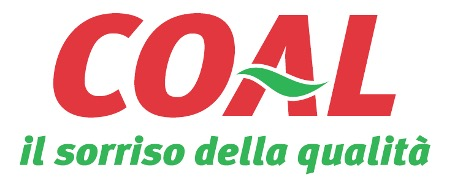
2002
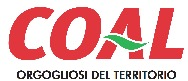
2019